# 法蘭高·尼路
弗朗切斯科·克萊門特·朱塞佩·斯帕拉內羅（英語：Francesco Sparanero，1941年11月23日—），被稱为法蘭高·尼路（英語：Franco Nero） ，是意大利演员、監製和导演。他的突破性角色是在意大利西部片《姜戈》（1966）中担任主角，令他成为流行文化偶像，并开启其国际职业生涯，其中包括於各种电影和电视节目中担任200多个主角和配角。 